# وین (کامیونیتی)، ویسکانسین
وین (به انگلیسی: Wayne) یک منطقهٔ مسکونی در ایالات متحده آمریکا است که در شهرستان واشینگتن، ویسکانسین واقع شده‌است. وین ۳۲۰٫۰۴ متر بالاتر از سطح دریا واقع شده‌است.